# مهرجان قازان الدولي للسينما الإسلامية
مهرجان قازان الدولي للسينما الإسلامية (بالروسية: Казанский международный фестиваль мусульманского кино) أحد أكبر وأهم المهرجانات السينمائية الروسية الذي يعقد سنويا في بداية سبتمبر بعاصمة جمهورية تتارستان. انطلق لأول مرة عام 2005 في مدينة قازان تحت تسمية «المنبر الذهبي» التي كان يحملها حتى عام 2010. أما شعاره فهو لا يتغير منذ تأسيسه وهو «إلى ثقافة الحوار عبر حوار الحضارات». ويختار برنامج المهرجان أفلاما تعكس القيم الإنسانية والدينية والتقاليد الحضارية وأفكار حفظ السلام والتسامح الديني والإنسانية بغض النظر عن دين منتجيها.
تأسس المهرجان بمبادرة وزارة الثقافة التابعة لتتارستان وبلدية قازان ومجلس شورى المفتين لروسيا وبدعم رئيس
الجمهورية.
ينقسم برنامج المهرجان إلى قسمين: أولهما تنافسي أي يحتوي على مسابقة، ثانيهما خارج المسابقة. تشارك فيهما أفلام روائية طويلة وقصيرة وأفلام الكرتون وأفلام تسجيلية طويلة وأفلام قصيرة تقوم باختيارها لجنة المشاهدة.
تتنافس الأفلام المختارة في أربع مسابقات رئيسية (مسابقة الأفلام الروائية الطويلة ومسابقة الأفلام الوثائقية الطويلة ومسابقة الأفلام القصيرة) بالإضافة إلى مسابقتي أقلام المخرجين الروس الشباب والتتاريين. وتقوم لجنة النحكيم بتحديد أسماء الفائزين الذين يمنحون بالجوائز التي عبارة عن تماثيل على شكل برج سيومبيكي وهو رمز معماري لقازان ملفوف بالبكرة السينمائية خلال حفلة التكريم في اخر يوم المهرجان.